# Amarna Grab 26
Das Grab 26 in der Nekropole von Amarna gehört dem König (Pharao) Echnaton, der hier wahrscheinlich auch bestattet wurde. Auch die Prinzessin Maketaton wurde hier beigesetzt. Die königliche Grabanlage fällt durch ihre monumentale Größe auf. Viele Räume waren einst mit Reliefs dekoriert, doch sind diese zum Teil schlecht erhalten. Die meisten privaten Felsengräber in Amarna bestehen aus einer Kultkapelle, die in der Regel dekoriert ist, und der eigentlichen, in der Regel undekorierten Grabkammer. Das Königsgrab in Amarna besteht nur aus den Grabkammern, die – wie auch jene im Tal der Könige – dekoriert sind. Der Tempel für den königlichen Totenkult steht dagegen in Amarna, getrennt von den Grabkammern. Dies ist wiederum mit Theben vergleichbar, wo die Totentempel weit entfernt von den Königsgräbern angelegt wurden.

## Entdeckung
Das Grab wurde nach 1890 entdeckt und erhielt schon 1903 eine umfassende Publikation. Weitere Untersuchungen fanden 1935 durch Herbert Walter Fairman und Ralph Lavers statt, die vor allem Szenen der Wanddekoration kopierten. Die Dekoration hat in der Folgezeit stark durch Kunstraub gelitten. Geoffrey Thorndike Martin untersuchte das Grab von 1980 bis 1982 für eine volle Publikation.

## Beschreibung
Das Grab liegt im sogenannten Königlichen Wadi abseits von den Felsgräbern hoher Würdenträger und wurde dementsprechend relativ spät entdeckt. Der Eingang des Grabes liegt im Osten. Hier gibt es im Eingangsbereich eine Treppe, die hinab zu einem etwa 22 m langen und etwa 3,2 m breiten Korridor (Korridor B) führt. Von dort gelangt man zu einem Treppenraum (Treppe C), der zum Raum D führt. Dieser Raum hat am Boden einen etwa 3 m tiefen Schacht. Von dort gelangt man dann zur Grabkammer des Königs, die mit etwa 10 zu 10 m Größe beeindruckende Maße hat (Halle E). Der Saal wird von zwei Pfeilern gestützt. Von Treppe C führt ein Eingang zu drei großen Räumen, die in der Forschung die griechischen Buchstaben Alpha (α), Beta (β) und Gamma (γ) tragen. In Raum Alpha findet sich in jeder Wand eine Nische, in der offensichtlich einst die Magischen Ziegel platziert wurden. Allerdings ist nichts ist von diesen Ziegeln erhalten geblieben. Von Korridor B führt eine gewundene Flucht aus Räumen nach Norden. Diese von 1 bis 6 durchnummerierten Räume sind alle undekoriert.
Das Grab wurde in der Antike für Bestattungen genutzt. Es fanden sich Reste königlicher Sarkophage sowie zahlreiche Uschebtis des Echnaton.

## Die Wanddekorationen
- Raum D: Es sind Reste von Wandreliefs erhalten. Sie zeigen anscheinend vor allem die königliche Familie vor dem Sonnengott Aton, der als Sonnenscheibe am Himmel dargestellt ist.[4]
- Raum E: Es handelt sich um die königliche Grabkammer. Da die Erinnerung an König Echnaton ab einem gewissen Zeitpunkt verfolgt wurde, ist die Dekoration der Grabkammer wahrscheinlich schon in der Antike verwüstet worden. Mindestens zwei Wände zeigen das Königspaar bei einem Opfer vor dem Sonnengott Aton, der wiederum als Sonnenscheibe am Himmel wiedergegeben ist.[5] Auf der Südwand sieht man neben dem Opfertisch und Sonnengott auch Trauernde.[6] Zwei Seiten der Pfeiler zeigen auch Reste des Königspaares vor dem Sonnengott.[7]
- Raum Alpha: Die Dekoration des Raumes war bei dessen Auffindung gut erhalten, hat aber vor allem unter Kunstraub um 1930 stark gelitten. Die Ostwand des Raumes zeigt den Sonnenaufgang über den Bergen in der Wüste. Unter der Sonnenscheibe sieht man die Wüste mit zahlreichen Tieren. Rechts davon sieht man den Aton-Tempel, wie er von den Strahlen der Sonne erhellt wird. In der Mitte der Wand sieht man das Königspaar, Echnaton und Nofretete, und hinter ihnen den Palast.[8] Die gegenüberliegende Wand zeigt eine fast identische Szene. Die anderen Wände (die auch Türen haben) zeigen Reihen von Leuten, wie sie den Sonnengott anbeten. Auf der Südwand findet sich aber auch die Darstellung einer Trauergemeinschaft in zwei Registern. Beischriften sind zum großen Teil verloren, sodass unklar ist, wer hier betrauert wird. Wahrscheinlich handelt es sich um eine Tochter von Echnaton.[9]
- Raum Gamma: Auch die Reliefdekoration in diesem Raum war noch gut erhalten, als das Grab gefunden wurde, aber heute ist sie auch zum Teil zerstört. Drei Wände des Raumes zeigen Trauerfeierlichkeiten. Auf einer Wand sieht man die Königstochter Maketaton aufgebahrt. Daneben steht das trauernde Königspaar. Hinter ihnen Reihen von weiteren Trauernden. Auf der Ostwand des Raumes sieht man links die Statue der Maketaton in einem Baldachin. Vor der Statue steht wiederum das trauernde Königspaar, es folgen drei Töchter und zahlreiche weitere Trauergäste. Auf der Südwand sind nur Trauergäste erhalten. Auf der Westwand (die mit der Tür) sieht man vor allem Möbel dargestellt, vielleicht handelt es sich um Grabbeigaben.[10]

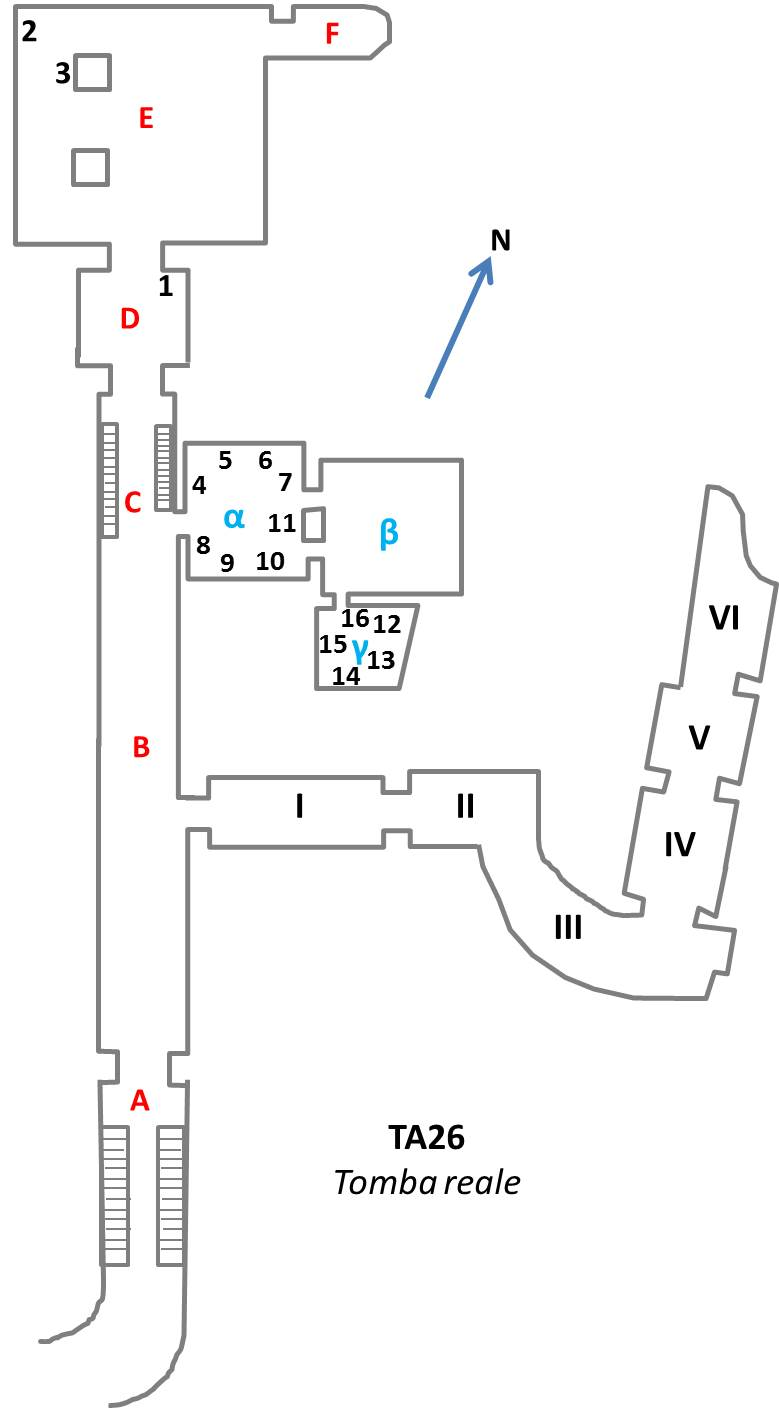
Plan des Grabes
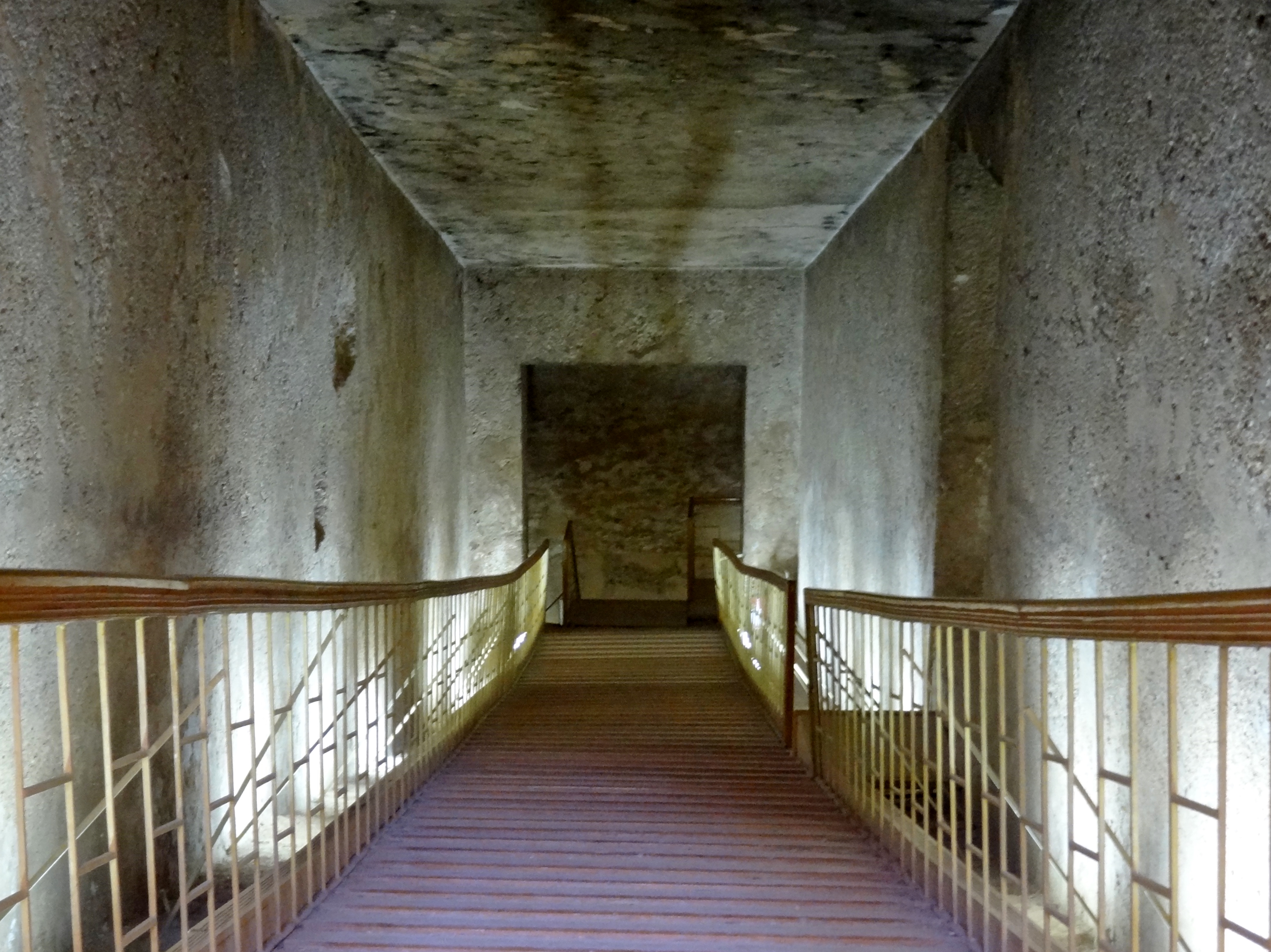
Blick in den Korridor
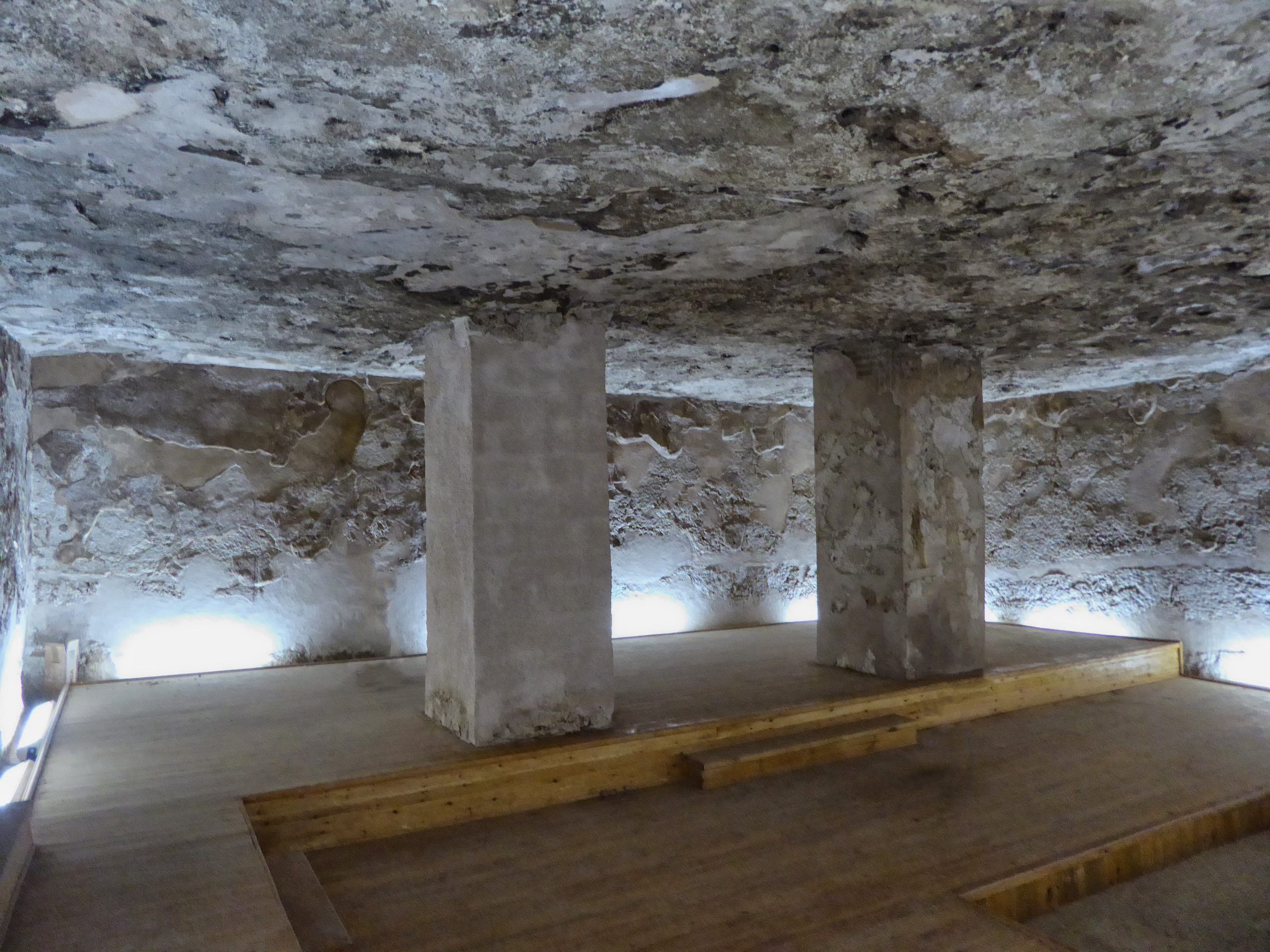
Raum E
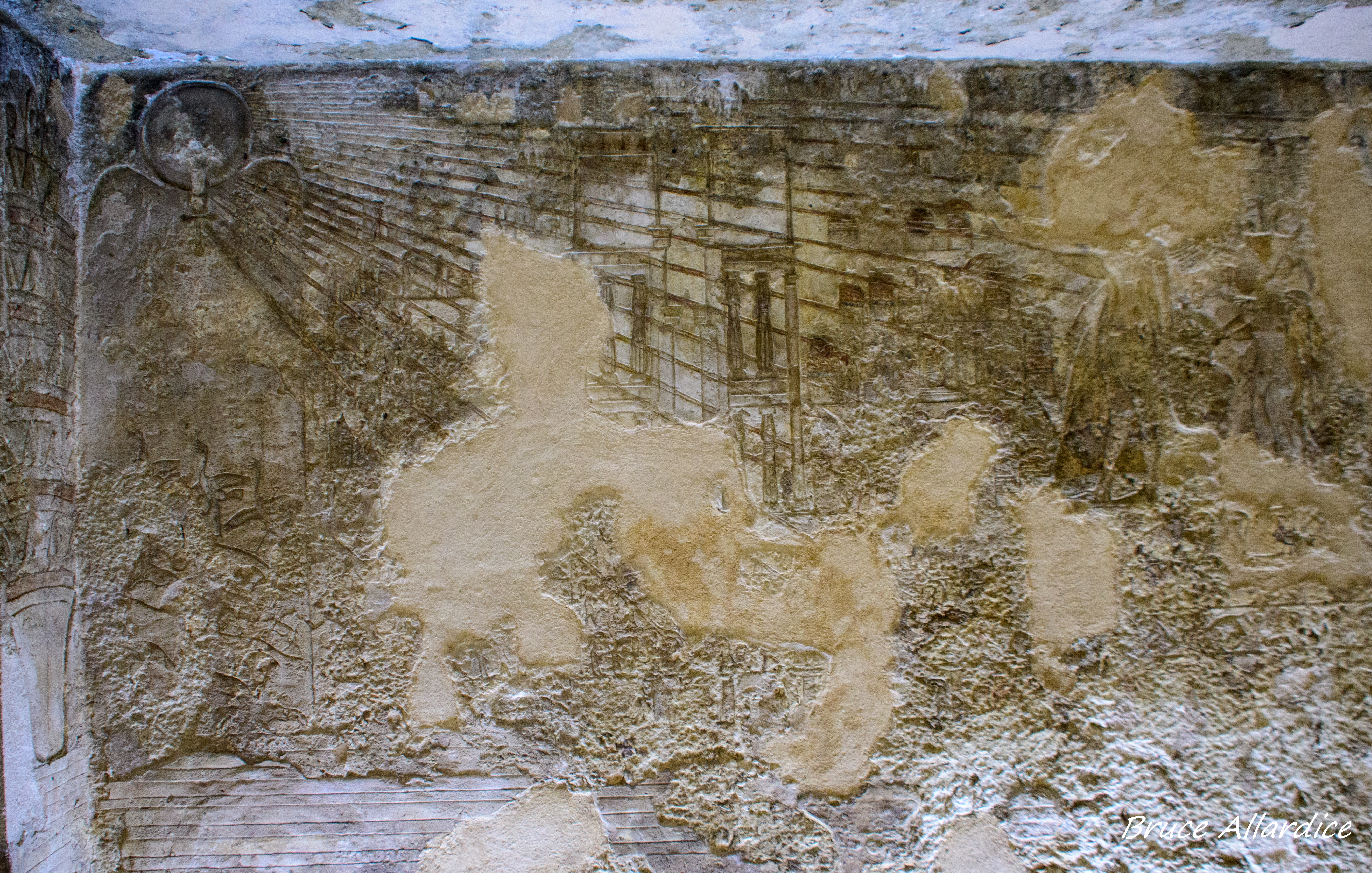
Raum Alpha, die Sonnenscheibe des Aton
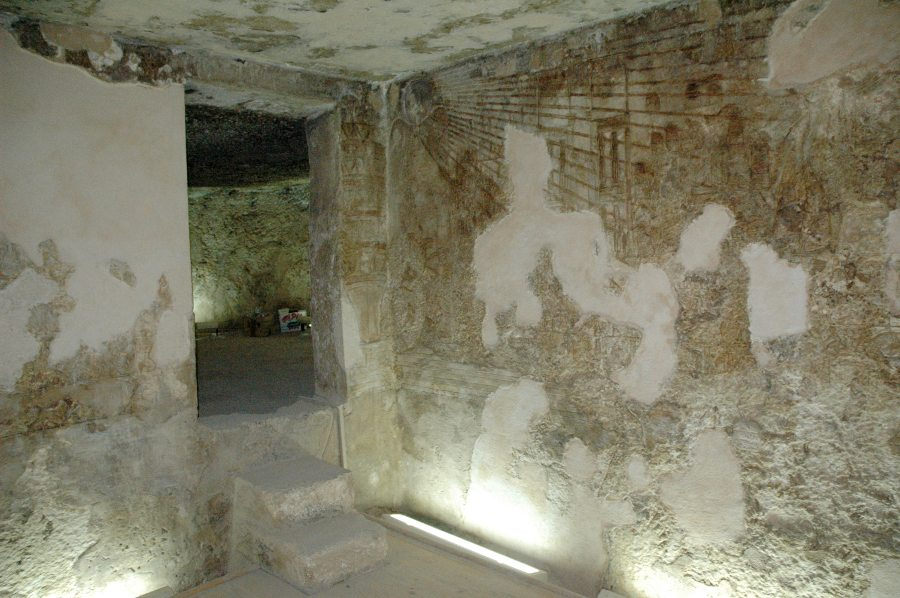
Raum Alpha, die Sonnenscheibe des Aton
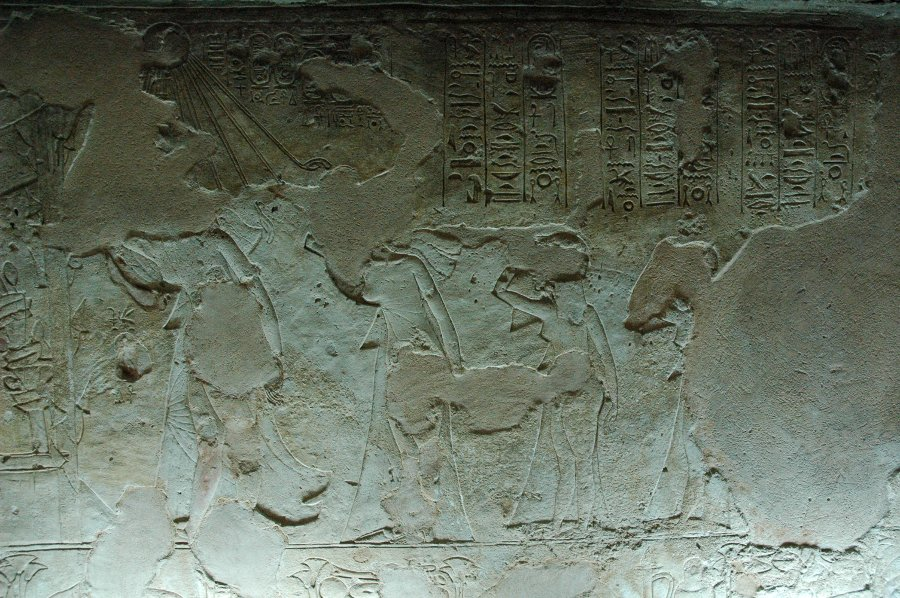
Raum Gamma, Die Königsfamilie vor der Statue der Maketaton (Statue hier nicht sichtbar)